# Marcus Pembrey
Marcus Edred Pembrey (né le 20 avril 1943) est un généticien britannique dont l'intérêt de recherche porte sur l'héritage non-medélien de l'homme. Il est professeur émérite de pédiatrie génétique à l'UCL Great Ormond Street Institute of Child Health and Visiting Professor of Paediatric Genetics, de l'université de Bristol. Il a participé en 2005 au programme télévisuel « Horizon » de la BBC, appelé « The Ghost in Your Genes ».

## Jeunesse et éducation
Né dans une famille de médecins, Marcus Pembrey a passé son enfance à Hurstpierpoint, dans le Sussex, où son père était médecin généraliste. Le milieu rural et ses tantes de la ferme l'ont encouragé dans son intérêt pour l'histoire naturelle. Formé à l'université d'Hurstpierpoint, il est allé à la faculté de médecine hospitalo-universitaire Guy's de Londres, en 1960, et a reçu un contrat post-doctoral à l'unité de génétique médicale, de l'université de Liverpool, de 1969 à 1971.

## Carrière et recherche
Après une formation clinique au Guy's Hospital, en 1979, il a été nommé à la tête de la nouvelle unité de pédiatrie génétique à l'Institut de la Santé de l'Enfant, à Londres, et consultant honoraire généticien à l'Hôpital Great Ormond pour enfants ; postes qu'il a occupés jusqu'en 1998. Professeur en 1986, il est devenu vice-doyen de l'Institut de la Santé de l'Enfant de 1990 à 1998.
Depuis 1979, il a axé sa recherche sur « la non-hérédité mendélienne » ; d'abord sur l'héritage du syndrome de l'X fragile pour lequel il a proposé une « prémutation » en 1985, et puis sur le Syndrome d'Angelman, qui est un exemple précoce de l'empreinte génomique chez les humains. Cette dernière recherche a conduit en 1996 à un document spéculatif sur la modulation transgénérationnelle de l'expression des gènes, dans lequel il se désigne lui-même comme un néo-lamarckien, un terme qu'il n'utilise plus.
Suivant des études suédoises démontrant les effets transgénérationnels de la prise alimentaire, Pembrey a collaboré avec Lars Olov Bygren sur les travaux de recherche présentés dans le programme télévisuel « Horizon » de 2005, de la BBC, appelé « The Ghost in Your Genes »,. Avec Jean Golding, il fait des études sur les effets intergénérationnels du tabagisme sur le développement, avec l'étude longitudinale  Avon Longitudinal Study of Parents and Children, dont il a été directeur de la génétique jusqu'en 2006.

## Engagement public
Il a été nommé conseiller en génétique au ministère de la santé du Royaume-Uni, de 1989 à 1998, président de l'European Society of Human Genetics (ESHG) de 1994 à 1995, président du comité sur les questions éthiques de l'ESHG de 1994 à 1998, cofondateur et officier de liaison de l'International Federation of Human Genetics Societies  de 1996 à 2001, cofondateur du Progress Educational Trust en 1992, et président du conseil de Trustees de façon presque continue jusqu'en 2014. Les missions de Trustees sont d'éduquer et de débattre de l'application responsable de la génétique.

## Vie personnelle
Il est marié à Heather (née Burgess) avec qui il a deux enfants, Lucy et Adam, et cinq petits-enfants.